# (35015) 1981 EO6
1981 EO6 (asteroide 35015) é um asteroide da cintura principal. Possui uma excentricidade de 0.17001350 e uma inclinação de 7.78874º.
Este asteroide foi descoberto no dia 6 de março de 1981 por Schelte J. Bus em Siding Spring.